# Croton brassii
Espèce
Croton brassii est une espèce de plantes à fleurs du genre Croton et de la famille des Euphorbiaceae présente à l'Ouest de la Nouvelle-Guinée.